# Мехельта
Мехельта (авар. МелъелтӀа) — село в Дагестане. Административный центр Гумбетовского района и Мехельтинского сельсовета.

## Географическое положение
Село находится у подножья Андийского хребта, в долине реки Тлярота, на расстоянии 85 км к юго-западу от города Махачкала, столицы республики.

## История
Во время Кавказской войны входило в состав Имамата. Часть населения аула в 1944 году, после выселения чеченцев, было переселено в хутор Ярмаркин № 2 в Новолакском районе.

## Население
| 1895  | 1926  | 1939  | 1959  | 1970  | 1979  | 1989  |
| ----- | ----- | ----- | ----- | ----- | ----- | ----- |
| 1780  | ↗1919 | ↗2433 | ↘1717 | ↗1959 | ↘1923 | ↗2061 |
| 2002  | 2010  | 2021  |       |       |       |       |
| ↗2707 | ↗3314 | ↘2831 |       |       |       |       |

### Национальный состав
Моноэтническое (99,7 %) аварское село.

## Известные уроженцы
- Батыр Мехельтинский (?—1851) — северо-кавказский военный деятель и мусульманский ученый.